# Neuhausen auf den Fildern
Neuhausen auf den Fildern là một đô thị trong huyện Esslingen của bang Baden-Württemberg miền nam nước Đức. Đô thị nằm cách thành phố Stuttgart 13 km về phía đông nam.